# Филоновка (Сновский район)
Филоновка (укр. Філонівка) — село в Сновском районе Черниговской области Украины. Население — 24 человека. Занимает площадь 0,347 км².
Код КОАТУУ: 7425883508. Почтовый индекс: 15261. Телефонный код: +380 4654.

## Власть
Орган местного самоуправления — Низковский сельский совет. Почтовый адрес: 15260, Черниговская обл., Сновский р-н, с. Низковка, ул. Победы, 56.